# L'Obsession de Laure
 Pour plus de détails, voir Fiche technique et Distribution
L'Obsession de Laure est un film français pornographique, réalisé par Christophe Clark, sorti en vidéo en 1996.

## Synopsis
Laure Sainclair est embauchée par un psychiatre (Christophe Clark), résidant à Budapest, afin d'enseigner le français à son grand fils. Elle découvre une famille très délurée au sein de laquelle elle se coule sans difficulté. Bien entendu, elle cède aux avances de tous ceux qui la désirent. Elle se refuse toutefois à son employeur qui en retire une grande frustration. Excédé, celui-ci la licencie et la renvoie à Paris. Il ne parvient toutefois pas à l'oublier complètement et continue à voir son visage à la place de celui de sa femme lorsqu'il lui fait l'amour.

## Autour du film
Christophe Clark tient un rôle assez proche de celui de Sir Rémy, victime de Draghixa, dans Le Parfum de Mathilde.

## Fiche technique
- Titre : L'Obsession de Laure
- Réalisation et scénario : Christophe Clark
- Production : Marc Dorcel
- Directeur de la photographie : Serge de Beaurivage
- Musique : Marc Dorcel
- Date de sortie : 1996
- Pays :  France
- Genre : pornographie
- Durée : 90 mm

## Distribution
- Laure Sainclair : la professeur de français
- Christophe Clark : le psychiatre
- Olivia Del Rio : la secrétaire
- et Anita Dark, Anita Blond, Victoria Queen